# Kukusjka
Kukusjka (russisk: Кукушка) er en russisk spillefilm fra 2002 af Aleksandr Rogozjkin.

## Medvirkende
- Anni-Kristiina Juuso — Anni
- Ville Haapasalo — Veikko
- Viktor Bytjkov — Ivan Kartuzov